# Douglas Vieira
Douglas Eduardo Vieira (Londrina, Paraná, Brazil, 17. lipnja 1960.) je bivši brazilski judaš. Rođen je u Londrini ali se odselio u São Paulo gdje je trenirao judo. Na Olimpijadi 1984. u Los Angelesu osvojio je srebro u težinskoj kategoriji do 95 kg.

## Vanjske poveznice
- Sports-reference.com  Arhivirana inačica izvorne stranice od 26. listopada 2012. (Wayback Machine)